# Zdravotní středisko Washingtonské univerzity
Zdravotní středisko Washingtonské univerzity (anglicky University of Washington Medical Center) je fakultní nemocnice nacházející se v americkém městě Seattle.

## Historie
Nemocnice byla založena v roce 1959, avšak původní zdravotní centrum, které sloužilo pouze pro univerzitní účely, vzniklo již v roce 1946. K roku 2013 měla nemocnice kapacitu 450 lůžek.